# Yuji Takada
Yuji Takada (n. 17 februarie 1954, Ota, Gunma, Japonia) este un luptător ce a reprezentat Japonia, medaliat olimpic. A participat la 2 ediții ale Jocurilor Olimpice (1976, 1984) în care a câștigat o medalie de aur și o medalie de bronz.